# あまねそう
あまね そう（天昵 聰、1976年9月2日 - ）は、東京都足立区出身の歌人。歌人集団「かばん」所属。

## 人物・来歴
大学院修了後、公立中学校教諭を経て、現在臨床発達心理士。
2007年、歌人集団「かばん」に入会。かばん関西オンライン歌会を中心に活動する。2008年、短歌研究新人賞最終選考通過。2009年には「短歌サミット2009」の実行委員を務める。2011年、『かばん新人特集号vol.5』に参加。2013年3月、Amazon.co.jpよりkindle版の電子書籍として、第一歌集『2月31日の空』を出版。
口語をベースに若干文語も取り入れた作風で、現代仮名遣いを用いる。

## 著書
- 2月31日の空（第一歌集）Amazon Services International, Inc. 2013年3月